# Vingança (telenovela)
Vingança é uma telenovela portuguesa transmitida na SIC entre 19 de Fevereiro e 16 de Novembro de 2007. O slogan da produção foi Uma história de vingança. Foi baseada n'O Conde de Monte Cristo de Alexandre Dumas, e também na adaptação argentina do livro, para telenovela, chamada "Montecristo", e exibida pela Telefe, canal de televisão argentino, ao qual a SIC comprou os direitos da história.

## Sinopse
Santiago Medina tinha tudo: carisma, prestígio, uma brilhante carreira pela frente e um grande amor. Mas a sua felicidade acaba por despertar a inveja daqueles que o rodeiam e em quem sempre confiou.
Será possível ultrapassar a traição de um grande amigo ou da mulher que amamos? Será que se pode sonhar com a felicidade depois de se viver uma enorme desilusão?
Filho de um famoso advogado, Santiago Medina acaba de ser escolhido para um cargo importante na Comissão Europeia e planeia casar-se com Laura, a mulher da sua vida. Além da paixão pelo Direito, Santiago partilha com o seu melhor amigo - Rodrigo Lacerda - a paixão pela esgrima.
No início da história os dois vão disputar uma prova internacional a Marrocos. O que Santiago não suspeita é que essa viagem, longe de o levar ao sucesso, trará a sua desgraça, por força de uma traição que se prepara nas suas costas.
Santiago acaba preso em Marrocos, acusado de um crime que não cometeu.
Rodrigo regressa a Portugal e conta a Laura que o seu noivo foi assassinado na prisão.
Laura fica desesperada. Aproveitando a sua fragilidade emocional, Rodrigo, que sempre estivera apaixonado por ela, pede-a em casamento. Laura, grávida, acaba por aceitar a proposta, vendo em Rodrigo a sua tábua de salvação.
Abandonado à sua sorte numa cela infecta em Marrocos, Santiago conhece Ulisses, um velho traficante de arte preso há vários anos. Os dois tornam-se muito amigos. Ulisses ajuda Santiago a agarrar-se de novo à vida, fazendo com que ele perceba que Rodrigo foi um dos homens que o traiu. O ódio apodera-se de Santiago que não consegue deixar de pensar numa só coisa: vingar-se de todos aqueles que o tentaram destruir.
Com a ajuda de Ulisses, Santiago consegue fugir da prisão, mas paga um preço caro pela liberdade: o seu companheiro de cárcere morre durante a fuga.
Antes de falecer, Ulisses pede a Santiago que procure o tesouro que ele escondeu algures na Costa Portuguesa e que o use para consumar o seu plano de vingança. Santiago consegue encontrar o tesouro. Pelo caminho vai reunindo um grupo de fiéis colaboradores, dispostos a servi-lo incondicionalmente. A primeira grande ajudante de Santiago na sua incessável luta é Vitória, uma médica pediatra que salva e acolhe o vingador.
À medida que Santiago vai entrando no mundo dos seus inimigos, a sua causa deixa de ser uma vingança para se transformar num acto de justiça.
Com o passar do tempo descobre que Laura - que ele considerava uma traidora, por ter casado com Rodrigo - é, tal como ele, uma vítima.
Ao longo do decorrer da trama, Santiago descobre uma verdade que mudará a sua vida para sempre: Matias é seu filho.
Assim, ao ter conhecimento deste facto, Santiago começa a estabelecer uma relação de pai-filho com o miúdo, mesmo com todos os entraves de Rodrigo.

## Elenco
- Diogo Morgado - Santiago Medina
  - Santiago de Castro Medina é o principal protagonista de Vingança.

- Lúcia Moniz - Laura Ramalho

- Paulo Rocha - Rodrigo Lacerda
  - Rodrigo Lacerda é o principal antagonista de Vingança.

- Nicolau Breyner - Alberto Lacerda
  - Alberto Lacerda é o antagonista secundário de Vingança.

- Afonso Maló - Matias Ramalho Medina
- Cucha Carvalheiro - Sara Batalha
- Nuno Melo - Luís Ramalho
- Custódia Galego - Helena Ramalho
- Rui Mendes - Padre Pedro Lemos
- Teresa Guilherme - Carolina Lacerda
- Rui Luís Brás - Leonardo Ventura
- Sofia Aparício - Ermelinda Luz (Mimi)
- Filomena Cautela - Érica Ramalho
- Rui Santos - Lourenço Delgado
- Pedro Laginha - Rui Borges
- Maria João Falcão - Amélia Gil
- Paula Luís - Patrícia Lacerda
- Adelaide de Sousa - Beatriz Sousa
- Victor de Sousa - Artur Clemente
- Carla Chambel - Vera Nobre
- Ana Borges - Mariana Varela Pinto
- Inês Guimarães - Camila Lacerda
- Mafalda Sousa - Rute Abreu
- Maria Rueff - Vitória Mendonça
- António Capelo - Horácio Medina
- Ana Brandão - Telma Fraga
- Fernanda Lapa - Susete Barros
- Luís Zagallo - Dr. Nuno Galvão
- Cândido Ferreira - Ulisses Faria
- Patrícia Tavares - Beta (Irmã de Mimi)
- Heitor Lourenço - Bruno
- Carlos Vieira - Pedro Távora
- José Boavida - Filipe Castro
- Rui Paulo - Óscar
- Bruno Simões - Paulo
- Durval Lucena - Dr. Ricardo Morais
- Rita Ribeiro - Mónica Galvão
- Manuel Moreira - Francisco
- Erom Cordeiro - Miguel
- Teresa Madruga - Amparo
- Lourenço Henriques - Eduardo Relvas
- Diogo Amaral - Inácio
- Rui Neto - Fernando Semedo
- Pedro Giestas - José Carlos Guedes
- Adriano Carvalho - Padre João
- Miguel Dias - Dr. Rodolfo Sequeira
- Paula Guedes - Áurea das Neves
- Marques D'Arede - Dr. Bento
- Paula Mora - Matilde Semedo
- Margarida Marinho - Dra. Marta Cerveira
- João Didelet - Dr. Francisco Palmela
- Gonçalo Portela - Alberto Lacerda (jovem)
- Sofia de Portugal - Efigénia
- Luís Mascarenhas - Dr. Amaro Simões
- Rita Salema - Liliana
- Cristina Cavalinhos - Miriam
- João Maria Maneira - João
- Ana Padrão - Condessa
- Catarina Guimarães - Helena Ramalho (jovem)
- António Montez - Sr. Batalha
- Filipe Crawford - Juiz
- Gustavo Santos - Luís Pimenta
- Alberto Quaresma - António Peres
- Marco Costa - Chefe de cozinha
- Márcia Breia - Clara Palma
- Natalina José - Enfermeira
- Carlos Sebastião - Gaspar
- Sara Gonçalves - Cidália Rocha
- Pompeu José - Dr. André Cavaleiro
- Luís Vicente - Dr. Godinho
- Fernando Gomes - Dr. Eurico Gil
- Jorge Nery - Médico
- Francisca Freitas Costa - Patrícia Lacerda (com 8 anos)

## Equipa técnica
- Realizadores - Rodrigo Riccó e Paulo Rosa
- Direcção de Actores - Durval Lucena e Alfredo Brissos
- Direcção de elenco infantil - Sofia Espírito Santo

## Audiências
Na estreia, a novela registrou 10.8% de audiência média, o equivalente a 32% de share, lhe conferindo o sétimo lugar na lista dos programas mais vistos das televisões generalistas. A novela registou uma média de 7.7% de rating, e o último episódio foi visto por cerca de 845 mil espectadores, com 8.9% de audiência média e 37.3% de share. O melhor registo aconteceu dia 20 de fevereiro com 11.3% de rating, ou seja, cerca de 1,1 milhão de espectadores.

## Banda sonora
Vingança - Banda sonora original
1. Anjos- "Eu estou aqui"
2. Anjos- "Perto de ti"
3. Anjos- "Faz-me acreditar no amor"
4. Anjos- "tu és minha"
5. Anjos- "Vingança"
6. Anjos- "Porquê"
7. Anjos- "Renascer"
8. Anjos- "Quem?"
9. Anjos- "No meu mar"
10. Anjos- "Há-de haver onde começar"
11. Anjos- "Quem és? Quem serás?"

Vingança - O Outro lado (BSO)
1. Pink - "Nobody Knows"
2. Jamelia - "Beware of the dog"
3. Fingertips - "Something has Broken"
4. Fugees - "Killing Me Softly"
5. Meat Loaf ft. Marion Raven - "It's All Coming Back to Me Now"
6. Corinne Bailey Rae - "Like a Star"
7. Breaking Benjamin - "The Diary of Jane"
8. Blue October - "Hate Me"
9. All Saints - "Rock Steady"
10. Hinder - "Lips of an Angel"
11. KT Tunstall - "Other Side of the World"
12. Norah Jones - "Thinking About You"
13. Wyclef Jean and the Fugees - "No Woman, No Cry"
14. Sérgio Godinho - "As vezes o amor"
15. The Gift - "Fácil de entender"
16. Mundo Cão - "o caixão da razão"
17. João Portugal - "Flores de cristal"
18. Spelling Nadja – "Cloning Clowns"
19. Nick Lachey - "I Can't Hate You Anymore"
20. Rihanna - "Unfaithful"
21. The Pussycat Dolls feat Snoop Dogg - "Buttons"